# Лилиак
 Тази статия е за семейната група.  За селото в България вижте Лиляк.  
Лилиак (на английски: Liliac – „люляк“) са хевиметъл и хардрок група от Съединените щати. Репертоарът на групата се състои предимно от кавър версии на прочути парчета от рок жанра.

## История на бандата
Баща им, Флорин, е роден в Трансилвания, Румъния. Дълги години работи като музикален продуцент. Той ориентира братята и сестрите да свирят музика, карал ги на уроците им и също е и основател на групата. Около юни 2022 г. те продуцират два албума. По време на епидемията от Covid те местят базата си от Лос Анджелис в Атланта. Групата изпълнява концерти на кея на Санта Моника в продължение на няколко години, докато изгражда своята фен база. Впоследствие те биват „изритани“, защото привличат твърде големи тълпи от почитатели.
Лилиак се състезава в реалити предаването The World's Best, водено от Джеймс Кордън. Те правят представление на конкурса America's Got Talent, което силно впечатлява Саймън Коуел – създател на предаването и член на журито.
Името на групата се превежда като „прилеп вампир“ от румънски, откъдето са бащата и майката на членовете на групата, а бащата (Флорин) казва, че е роден на около час от замъка на прочутия вампир граф Дракула.
Техният запис We Are The Children от втория им албум Queen of Hearts достига номер 1 в Rock Chart на Амазон за най-продавани нови издания.

## Членове
- Мелъди Кристеа (родена на 27 декември 2001 г.) – вокали, бас, флейта
- Самюъл Кристеа (роден на 21 март 1999 г.) – китара
- Абигейл Кристеа (родена на 24 февруари 2000 г.) – барабани
- Итън Кристеа (роден на 24 август 2006 г.) – бас
- Джъстин Кристеа (роден на 27 октомври 2007 г.) – клавир
- Алекса Рей (родена на 29 септември 1998 г.) – допълнителен барабанист на турне
- Пол Барнс младши (17 години) – барабанист на турне 2024

## Дискография

### Албуми
- Covers Vol. 1 ‎(CD) (2016)[8]
- Covers Vol. 2 ‎(CD) (2019)[8]
- Queen Of Hearts (2020)[2]
- Covers Vol. 3 ‎(CD) (2022)[2]
- Live at Madlife 2021 (2023)[9]

### Сингли и LP
- Route 66 (2018)[10]
- Chain Of Thorns (2019)[2]
- Chain Of Thorns (преработен) ‎(CD, EP)	(2021)[2]

### Други
- Covers Vol. 1 ‎(CD) (2016)[2]
- Covers Vol. 2 ‎(CD) (2019)[2]